# 成都农业科技职业学院
30°41′58″N 103°49′00″E / 30.69934°N 103.81655°E
成都农业科技职业学院位於中國四川省成都市温江区，前身是成都温江农业学校。
2002年升格为高职院校。现占地541亩，有七个二级学院（机电信息学院、城乡建设学院、农业园艺学院、经济贸易学院、畜牧兽医学院、风景园林学院、休闲园林学院）。
学校有教职工592人，其中具有博士、硕士学位的299人，取得教授、副教授等高级技术职称的166人，“双师”教师222人；年均招收普通高职专科学生3500余人，在校生10000余人。

## 历史沿革

### 年表
1958年 四川省温江农业学校
2002年  独立升格为高职院校
2005年  成都畜牧兽医学校、成都机电工程学校整体并入
2006年  成为四川省首批省级示范性高等职业院校
2019年  成为全国优质专科高等职业院校、入选“中国特色高水平高职学校和专业建设计划”建设单位

## 基本概况

### 两大校区
成都农业科技职业学院拥有两个校区，分别是位于成都市温江区的柳城校区（校本部）和海科校区，校园面积占地541亩。

### 校外实践园区
崇州现代农业创新创业示范园区和彭州葛仙山产教融合园区，两个园区面积共1000余亩。